# Decatur County (Iowa)
Das Decatur County ist ein County im US-amerikanischen Bundesstaat Iowa. Im Jahr 2020 hatte das County 7645 Einwohner und eine Bevölkerungsdichte von 5,6 Einwohnern pro Quadratkilometer. Der Verwaltungssitz (County Seat) ist Leon.

## Geografie
Das County liegt im äußersten Süden Iowas an der Grenze zu Missouri und hat eine Fläche von 1381 Quadratkilometern, wovon vier Quadratkilometer Wasserfläche sind.
Der Westen des Countys wird in Nord-Süd-Richtung vom Thompson River (auch Thompson Fork Grand River genannt) durchflossen, der über den Grand River und den Missouri River zum Stromgebiet des Mississippi gehört.
An das Decatur County grenzen folgende Nachbarcountys:
| Union County    | Clarke County                            | Lucas County |
| Ringgold County |                                          | Wayne County |
|                 | Harrison County Mercer County (Missouri) |              |

## Geschichte

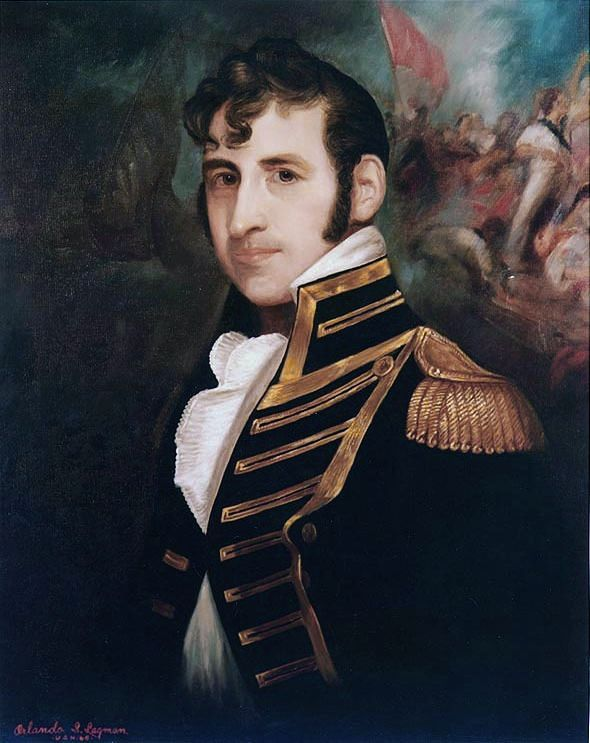
Decatur

Das Decatur County wurde 1846 aus ehemaligen Teilen des Appanoose County gebildet. Benannt wurde es nach Commodore Stephen Decatur (1779–1820), einem Helden im Krieg von 1812.
Die Verwaltung wurde 1850 aufgebaut. 1853 wurde der Verwaltungssitz festgelegt, nach Independence verlegt. Weil es im Buchanan County bereits eine Stadt mit dem Namen Independence gab, wurde der Name des Verwaltungssitzes in South Independence umbenannt. 1855 erfolgte die Umbenennung in Leon, wie die Stadt auch heute noch heißt.
Das erste Gerichts- und Verwaltungsgebäude war ein Blockhaus und wurde 1851 errichtet. Nach nur wenigen Jahren war dieses bereits zu klein und ein neues musste gebaut werden. Dieses wurde aber schon während des Baus vom Wind zerstört. Das nächste Gebäude brannte 1874 ab.
1875 wurde ein Ziegelbau errichtet, der Wind und Feuer mehr Widerstand bot. Jedoch raubten Einbrecher 1877 den Inhalt des Safes, der jedoch wieder beschafft werden konnte.

1905 entschieden sich die Bürger für ein neues Gebäude. Dieses 1908 aus Eisen, Ziegeln, Marmor und Granit gebaute Gebäude war feuer- und einbruchsicher und ist noch heute in Betrieb.

## Bevölkerung
Nach der Volkszählung im Jahr 2010 lebten im Decatur County 8457 Menschen in 3376 Haushalten. Die Bevölkerungsdichte betrug 6,1 Einwohner pro Quadratkilometer. In den 3376 Haushalten lebten statistisch je 2,22 Personen.
Ethnisch betrachtet setzte sich die Bevölkerung zusammen aus 95,4 Prozent Weißen, 1,8 Prozent Afroamerikanern, 0,4 Prozent amerikanischen Ureinwohnern, 0,7 Prozent Asiaten sowie aus anderen ethnischen Gruppen; 1,0 Prozent stammten von zwei oder mehr Ethnien ab. Unabhängig von der ethnischen Zugehörigkeit waren 2,1 Prozent der Bevölkerung spanischer oder lateinamerikanischer Abstammung.
22,7 Prozent der Bevölkerung waren unter 18 Jahre alt, 59,2 Prozent waren zwischen 18 und 64 und 18,1 Prozent waren 65 Jahre oder älter. 49,9 Prozent der Bevölkerung war weiblich.
Das jährliche Durchschnittseinkommen eines Haushalts lag bei 32.242 USD. Das Prokopfeinkommen betrug 17.515 USD. 21,1 Prozent der Einwohner lebten unterhalb der Armutsgrenze.

## Ortschaften im Decatur County
Citys
| - Davis City - Decatur City - Garden Grove - Grand River | - Lamoni - Le Roy - Leon - Pleasanton | - Van Wert - Weldon1 |

Unincorporated Communities
- High Point
- Woodland

1 – teilweise im Clarke County

## Gliederung
Das Decatur County ist in 16 Townships eingeteilt:
| Township              | Einwohner (2010) | FIPS     |
| --------------------- | ---------------- | -------- |
| Bloomington Township  | 227              | 19-90276 |
| Burrell Township      | 342              | 19-90408 |
| Center Township       | 264              | 19-90594 |
| Decatur Township      | 411              | 19-90921 |
| Eden Township         | 282              | 19-91140 |
| Fayette Township      | 210              | 19-91323 |
| Franklin Township     | 360              | 19-91398 |
| Garden Grove Township | 382              | 19-91506 |

| Township             | Einwohner (2010) | FIPS     |
| -------------------- | ---------------- | -------- |
| Grand River Township | 91               | 19-91611 |
| Hamilton Township    | 158              | 19-91806 |
| High Point Township  | 150              | 19-91959 |
| Long Creek Township  | 396              | 19-92712 |
| Morgan Township      | 100              | 19-93006 |
| New Buda Township    | 291              | 19-93072 |
| Richland Township    | 382              | 19-93579 |
| Woodland Township    | 110              | 19-94776 |

Die Städte Lamoni und Leon gehören keiner Township an.